# Paolo Rudelli
Paolo Rudelli (Gazzaniga, 16 de julho de 1970) é um diplomata e prelado italiano da Igreja Católica pertencente ao serviço diplomático da Santa Sé.

## Biografia
Ele vem de Gandino na província de Bérgamo. Em 10 de junho de 1995, foi ordenado sacerdote da Diocese de Bergamo. Completou seus estudos teológicos na Pontifícia Universidade Gregoriana de Roma, onde obteve um doutorado em teologia moral e uma licenciatura em direito canônico. Em 1998 iniciou a sua preparação para o serviço diplomático na Pontifícia Academia Eclesiástica. Em 1 de julho de 2001, ingressou no serviço diplomático da Santa Sé e trabalhou nas nunciaturas no Equador (2001–2003) e na Polônia (2003–2006) e depois na Seção de Assuntos Gerais da Secretaria de Estado.
Em 20 de setembro de 2014, o Papa Francisco o nomeou Observador Permanente da Santa Sé junto ao Conselho da Europa em Estrasburgo, apenas um mês antes da visita de Francisco àquela cidade.
Ele é fluente, além do italiano nativo, em inglês, francês, alemão, espanhol e polonês.
Em 3 de setembro de 2019, o Papa Francisco o nomeou arcebispo titular de Mesembria e lhe deu o título de núncio apostólico. Ele foi substituído em Estrasburgo em 21 de setembro de 2019 por Marco Ganci. Ele recebeu sua consagração episcopal em 4 de outubro na Basílica de São Pedro pelo Papa Francisco, coadjuvado por Pietro Parolin, Cardeal Secretário de Estado e por Peter Turkson, prefeito do Dicastério para o Serviço do Desenvolvimento Humano Integral. Em 25 de janeiro de 2020, o Papa Francisco o nomeou núncio apostólico no Zimbabwe.
Em 19 de julho de 2023, foi transferido para a nunciatura apostólica da Colômbia.